# Người Mỹ gốc Thụy Điển
Người Mỹ gốc Thụy Điển (tiếng Anh: Swedish Americans, tiếng Thụy Điển: svenskamerikaner) là người Mỹ có ít nhất một phần tổ tiên của Thụy Điển. Họ chủ yếu bao gồm 1,2 triệu người nhập cư Thụy Điển trong năm 1885–1915 và con cháu của họ. Họ thành lập các cộng đồng chặt chẽ, chủ yếu ở vùng Trung Tây Mỹ và kết hôn với những người Mỹ gốc Thụy Điển khác. Hầu hết là các Kitô hữu Luther có nguồn gốc từ Giáo hội Thụy Điển, những người có liên kết với các cơ quan tiền thân của Giáo hội Tin Lành Luther ở Hoa Kỳ (ELCA) từ các vụ sáp nhập năm 1988 hoặc Giáo hội Luther–Hội đồng Missouri (1847), hoặc gần đây Giáo hội Luther Bắc Mỹ (NALC) năm 2010; một số là những người theo Phương pháp theo học thuyết Wesleyan.
Ngày nay, người Mỹ gốc Thụy Điển được tìm thấy trên khắp Hoa Kỳ, tại các bang Minnesota, California và Illinois là ba tiểu bang hàng đầu có số lượng người Mỹ gốc Thụy Điển cao nhất. Trong lịch sử, những người nhập cư Thụy Điển mới đến định cư ở vùng Trung Tây, cụ thể là Minnesota, North Dakota, South Dakota và Wisconsin, giống như những người Mỹ gốc Scandinavia khác. Dân số cũng phát triển ở Tây Bắc Thái Bình Dương ở các bang Oregon và Washington vào đầu thế kỷ XX.

## Lịch sử
Giữa thế kỷ 19, những người nhập cư Thụy Điển định cư chủ yếu ở khu vực phía Bắc Trung Tây ở Minnesota, Wisconsin, Illinois, Iowa, Bắc Dakota và Nam Dakota là chủ yếu, nơi họ tạo thành một thiểu số đáng kể dân số. Thành phố Minneapolis thường được coi là thủ đô của người Mỹ gốc Thụy Điển. Đội bóng đá Mỹ của thành phố được gọi là Minnesota Viking liên quan đến ảnh hưởng văn hóa này.

## Nhân vật nổi tiếng
Nhiều người Mỹ có nguồn gốc Thụy Điển trong nhiều lĩnh vực khác nhau.

### Điện ảnh và truyền hình
- Mark Wahlberg
- Jake Gyllenhaal
- Uma Thurman
- Jean Seberg
- Richard Dean Anderson
- Robert Englund
- Steven Soderbergh

#### Nhạc sĩ
- Harry Nilsson
- Todd Rundgren, Nils Lofgren
- Kris Kristofferson.

### Phi hành gia và phi công
- Buzz Aldrin
- Charles Lindbergh

### Văn học
- Nelson Algren
- Jonathan Franzen